# ماسیمو والری
 ماسیمو والری (ایتالیایی: Massimo Valeri؛ زاده ۱۳ مارس ۱۹۷۲) یک تنیس‌باز اهل ایتالیا است.